# Jüdischer Friedhof (Alsenz)

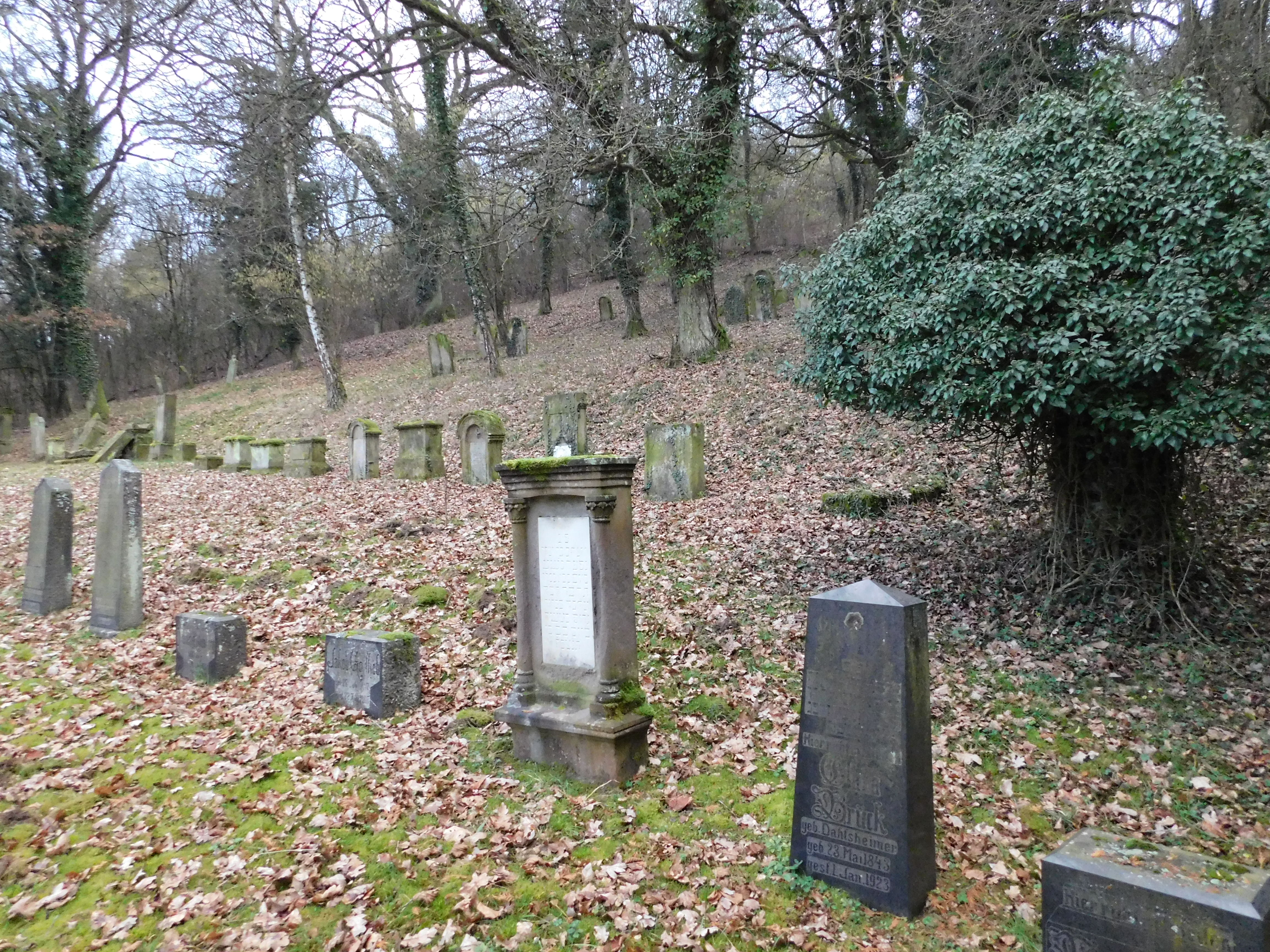
Jüdischer Friedhof in Alsenz

Der Jüdische Friedhof Alsenz ist ein jüdischer Friedhof in Alsenz, einer Ortsgemeinde im Donnersbergkreis in Rheinland-Pfalz, der Anfang des 18. Jahrhunderts errichtet wurde. Er befindet sich in der Bergstraße und ist ein schützenswertes Kulturdenkmal.

## Geschichte
Der jüdische Friedhof in Alsenz wurde Anfang des 18. Jahrhunderts angelegt. Die erste Bestattung fand 1710 statt. Der Friedhof wurde 1905 erweitert. Der alte Teil misst 16,70  Ar, der Erweiterungsteil 9,20 Ar, die gesamte Fläche beträgt heute 25,90 Ar. Nach 1945 wurde der Friedhof noch einmal belegt, nämlich mit einer Beerdigung im Jahr 1963. 
Heute befinden sich auf dem jüdischen Friedhof noch 121 Grabsteine.